# Лозовица (Гомельская область)
Лозовица (бел. Лазовіца) — деревня в Коротьковском сельсовете Кормянского района Гомельской области Белоруссии.

## География

### Расположение
В 9 км на восток от Кормы, в 64 км от железнодорожной станции Рогачёв (на линии Могилёв — Жлобин), в 119 км от Гомеля. Расположена на территории Струменского ботанического заказника.

### Гидрография
На реке Асецкая (приток реки Сож).

## Транспортная сеть
Транспортные связи по просёлочной, затем автомобильной дороге Волынцы — Корма. Река делит деревню на 2 части: северная (к улице, ориентированной с юго-запада на северо-восток, вдоль реки, присоединяется короткая прямолинейная улица) и южная (короткая улица, ориентированная с юго-востока на северо-запад, подходить к реке и через мост соединяется с северной частью деревни). Застройка северной части двусторонняя, южной — преимущественно односторонняя. Жилые дома деревянные, усадебного типа.

## История
Согласно письменным источникам известна с XIX века как селение в Рогачёвском уезде Могилёвской губернии. В 1858 году во владении помещика Левенецкого. Согласно переписи 1897 года действовали ветряная мельница, водяная мельница, в Кормянской волости. В 1909 году 500 десятин земли. В 1930 году организован колхоз «Коммунар», работала водяная мельница. Согласно переписи 1959 года входила в состав колхоза «Родина» (центр — деревня Струкачёв).
В начале 1990-х годов в связи с радиационным загрязнением после катастрофы на Чернобыльской АЭС все жители (25 семей) были переселены в чистые места.

## Население
- 1858 год — 7 дворов 36 жителей.
- 1868 год — 19 дворов, 130 жителей.
- 1897 год — 25 дворов, 129 жителей (согласно переписи).
- 1909 год — 37 дворов, 147 жителей.
- 1959 год — 280 жителей (согласно переписи).
- 1990-е — жители (25 семей) переселены.